# 李延禧 (臺灣)
李延禧（1883年7月12日—1959年9月8日），臺北大稻埕人，李景盛與陳款次子、李春生孫。李延禧為臺灣最早的留日、留美學生，日治時期重要的臺灣金融界先驅。

## 出身
1883年7月12日，李延禧生於臺北大稻埕，為家中次子，祖父李春生是一名基督徒，通英文，以買辦身分自廈門來臺，引進福建安溪茶種，並以販賣烏龍茶至美國致富，有「臺灣烏龍茶之父」之譽，是當時全島著名的紳商；父親李景盛（李春生長子）亦為買辦，襄理家族事業。在李延禧的成長階段，家族正好經歷了臺灣從清領時期到日治時期的時代轉變，祖父李春生在1895年乙未鼎革之際，為保全臺北城的治安作出了貢獻，成為深受日方信任的臺灣人代表，獲明治天皇頒單光旭日章、敘勳六等，並與長子李景盛一同獲臺灣總督頒紳章。

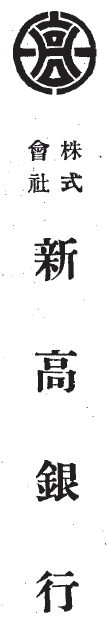
新高銀行行徽

## 留學日本、美國
1896年李春生東遊日本時，隨行的有三個孫子與三個親友子弟，其中一人即是李延禧，當時14歲的李延禧一行六人被送往基督教明治學院就讀，為第二批臺灣小留學生。1905年李延禧於明治學院普通學部（中學部）畢業後，赴美就讀紐約大學，為首位留學美國的臺灣人。1910年取得商科學士，同年入學哥倫比亞大學經濟學研究所，1911年歸臺。同年李延禧在《臺灣日日新報》刊登了〈外遊十四年〉一文，講述了其在日本、美國留學的經歷，在他抵達基隆港見到迎接他的管家時，他甚至一度忘記臺語該怎麼回覆。

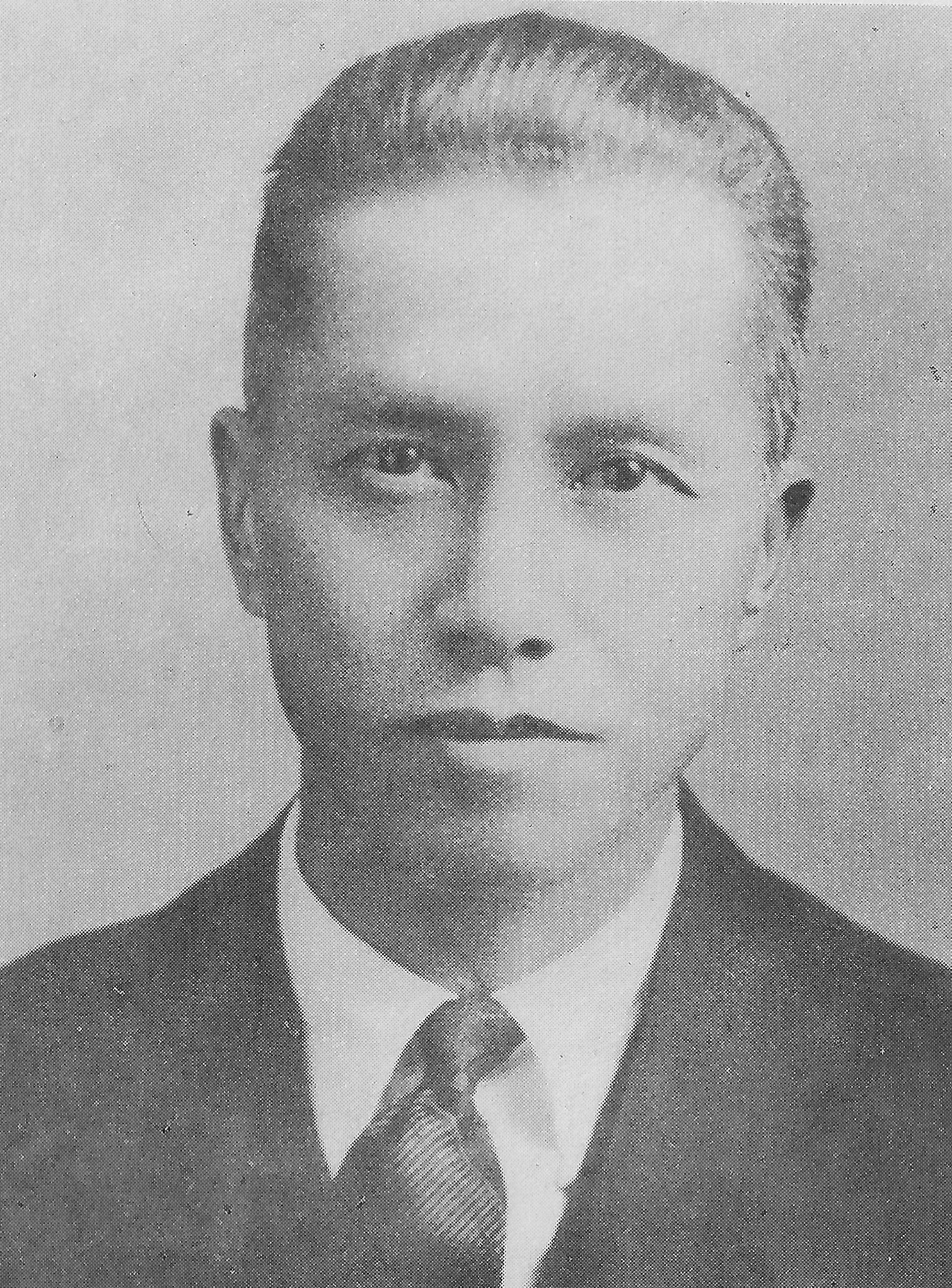
新高銀行時期的李延禧

## 創辦新高銀行
回臺後，1915年李延禧協助父親李景盛，糾集大稻埕的商人陳朝駿等，成立以茶葉融資為主的銀行，並命名為新高銀行，由李延禧擔任常務取締役，1922年李景盛過世後，改任頭取。新高銀行創辦之初，由於第一次世界大戰的好景氣，業務急速膨脹，資本金由最初的50萬日圓逐步增資到200萬、800萬日圓，經營範圍更擴大到華南和南洋一帶，但隨著戰爭結束所帶來的景氣反轉，新高銀行承擔了過多的呆帳，以至於不得不在1923年併入臺灣商工銀行（現今第一商業銀行），李延禧也因此改任副頭取，但隨著臺灣商工銀行的減資，李延禧的股份也因此縮水，甚至辭去了僅擔任一年的副頭取職務。

## 創辦大成火災海上保險公司

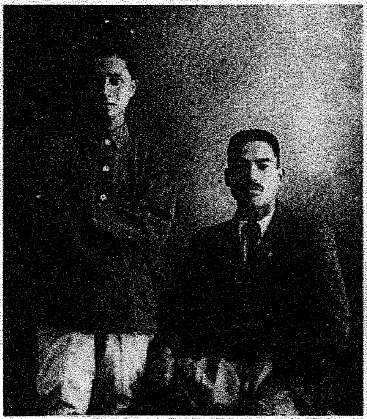
大成火災海上保險公司創辦人李延禧（左）與益子逞輔（右）

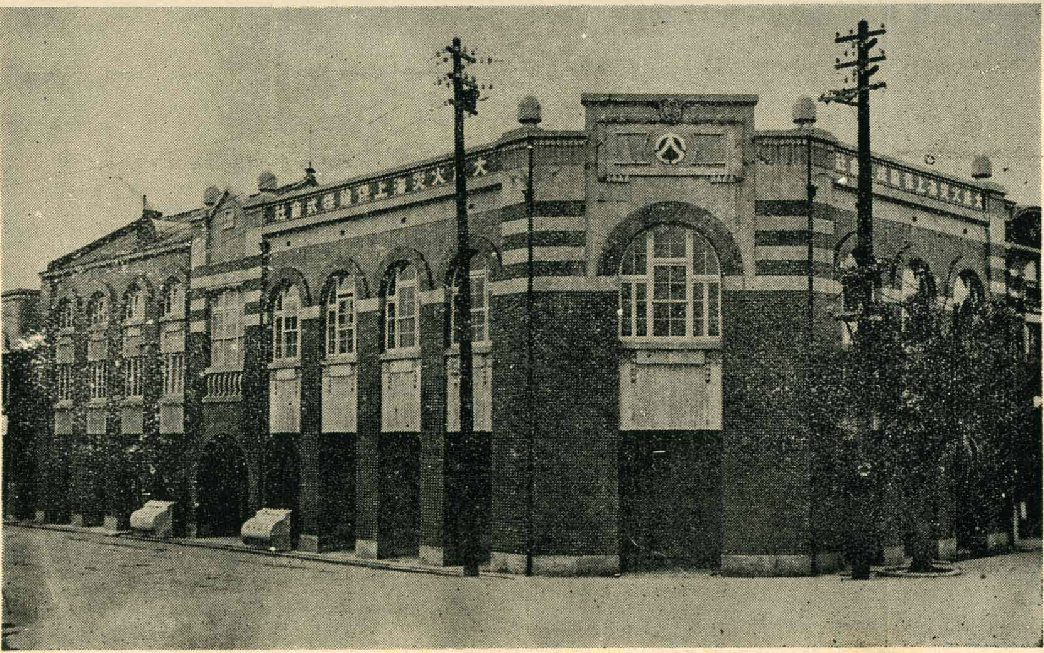
第三代昭和時期大成火災海上保險公司臺北總公司

1919年，李延禧的好友益子逞輔向其提議設立保險公司的構想，獲得李延禧的支持，並且在李延禧的主導下，大成火災海上保險株式會社於隔年成立，資本金500萬日圓，囊括了當時全島各地的著名紳商，臺灣五大家族均參與其中；李延禧在公司成立後，推舉其父親李景盛擔任社長、兄長李延齡擔任取締役，直到1923年才取代其兄長擔任取締役，後改任監察役，乃至常任監察役，直至終戰。大成火災海上保險株式會社也是李延禧擔任役職最久的公司，從大正12年至昭和19年共任職21年。其他還有建昌興業株式會社取締役、臺灣土地建物株式會社監察役職務。
在公職方面，大正十年（1921年）6月臺灣總督府評議會成立，李延禧被推選為總督府評議會評議員，李延禧與黃欣為當時唯二受過新式教育的臺灣本島人會員。:175直到1924年遷居日本東京為止。

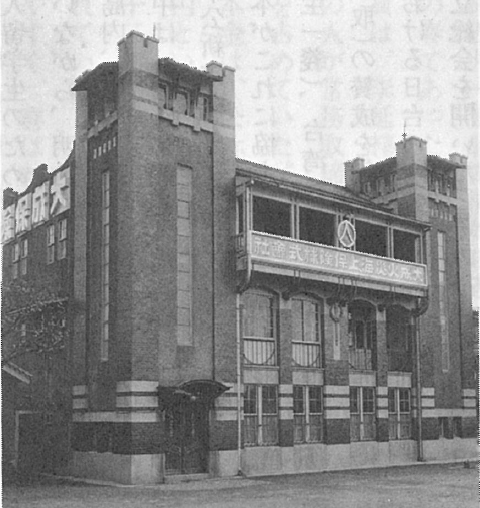
第二代昭和時期大成火災海上保險公司臺北總公司

## 遷居東京
1923年與三好百合子結婚（好友三好重彥之女、大審院院長、貴族院議員三好退藏孫女），1924年祖父李春生過世，李延禧同時也辭去臺灣商工銀行副頭取的職務，1927年移居東京澀谷。1937年與三好百合子離異。
移居日本後，雖然在財力上已大不如前，李延禧仍然十分照顧當時在日本的臺灣留學生，著名者如朱昭陽、魏火曜、藍敏等，在其訪問紀錄中，均提及了李延禧的照顧，李延禧定期會招待臺灣留學生到家中作客，其穿著與言行如同英國紳士，為一深受臺灣青年敬重的長輩。

## 臺灣工商銀行時期
1945年，在歷經了美軍的轟炸後，李延禧在日本迎來了終戰，在新的政治局勢下，原本的臺灣商工銀行於1947年改組為臺灣工商銀行（1949年又更名為臺灣第一商業銀行），李延禧獲選為戰後第一任常任監察人（民股），並於1946年返臺，但隨著二二八事件的發生，李延禧對於臺灣的政局逐漸從希望轉為失望，1947年底便返回東京。1950年李延禧遭國民黨政府宣判為叛亂犯，並沒收其在臺灣的大部分財產，李延禧受此打擊，不久便因腦中風而長期臥病不起，生活逐漸陷入困頓。1956年，李延禧的長子李泰然將其父帶往天津新華醫院就醫，1959年9月8日病逝，享壽76歲。身後，李延禧的墓地設於臺灣龍巖及北京萬安公墓。